# Biwisch
Biwisch (lb. Biwesch) – wieś (Uertschaft) w północnym Luksemburgu, w kantonie Clervaux, w gminie Troisvierges. Do 3 października 2015 miejscowość leżała w dystrykcie Diekirch.

## Demografia
We wsi mieszkają 134 osoby (1 stycznia 2023).